# Shriti Vadera, Baroness Vadera

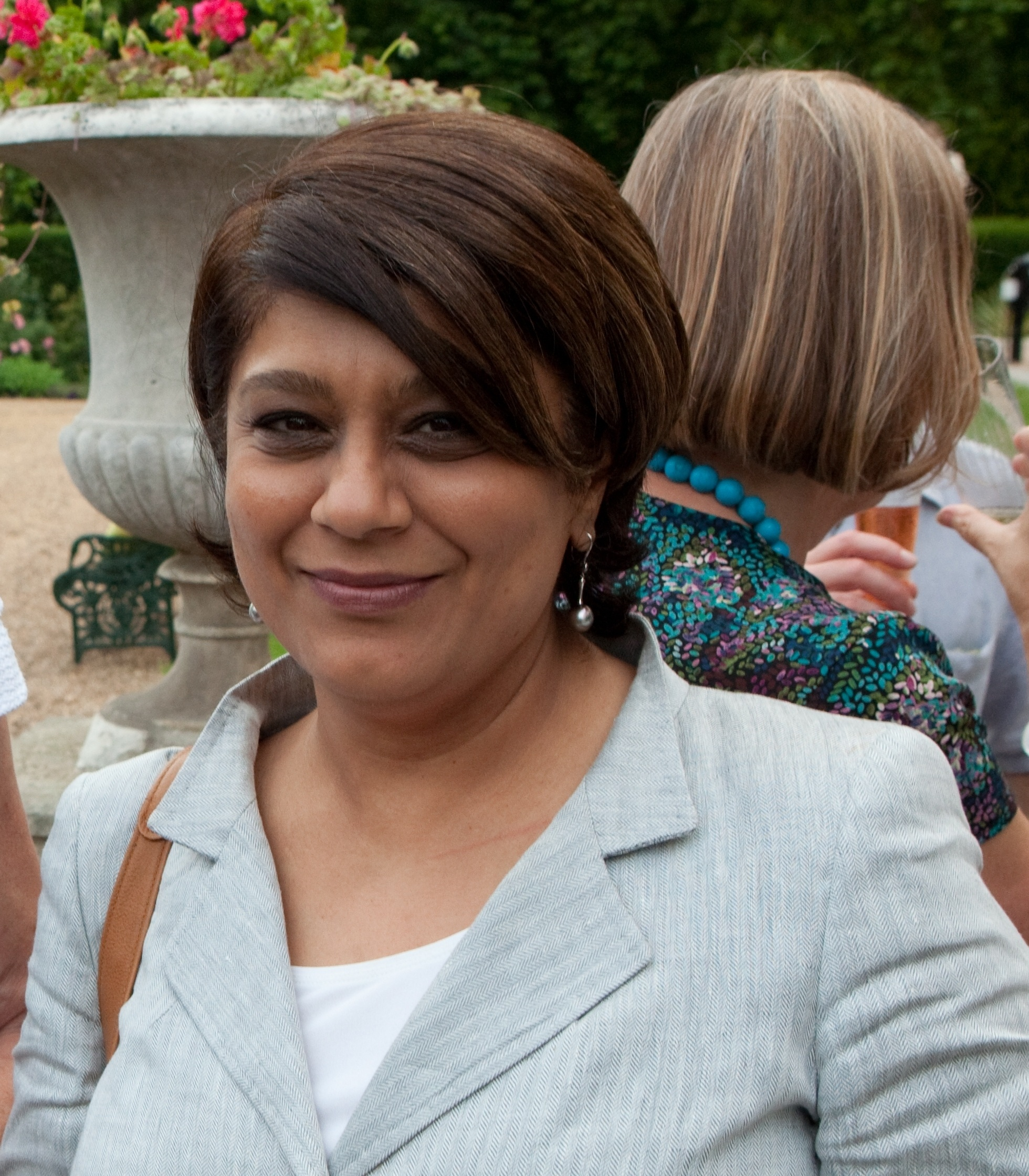
Shriti Vadera, Baroness Vadera

Shriti Vadera, Baroness Vadera, PC (* 23. Juni 1962 in Uganda) ist eine britische Investmentbankerin und Politikerin (Labour Party).

## Leben

### Herkunft und Berufslaufbahn
Vadera stammt aus einer Familie indischer Abstammung in Uganda. Ihre Eltern waren Angehörige einer hohen Hindu-Kaste. Ihre Mutter war kenianischer Herkunft; ihr Vater stammte aus Uganda. Sie besuchte die Volksschule in Jinja in Uganda. Ihre Familie besaß eine kleine Teeplantage, floh aber 1971 (nach anderen Quellen: 1972) nach dem Militärputsch von Idi Amin, nach Indien, als die ugandische Regierung ugandische Asiaten auswies. In Indien besuchte Vadera dann Schulen in Bangalore und Bombay. Später zog die Familie ins Vereinigte Königreich. Sie besuchte das Northwood College. Sie studierte im Studiengang Philosophy, Politics and Economics (PPE) die Fächer Philosophie, Politikwissenschaften und Wirtschaftswissenschaften (Economics) am Somerville College der University of Oxford.
1984 trat Vadera bei der Investmentbank UBS Warburg ein. Vadera war anschließend mehr als vierzehn Jahre dort tätig, wo ihre Arbeit die Beratung von Regierungen mehrerer Entwicklungsländer, insbesondere in Afrika, sowie Entschuldung und Restrukturierung umfasste. Sie war auch an der Teil-Privatisierung der South African Telecom beteiligt.
1999 trat sie in das Britische Finanz- und Wirtschaftsministerium ein, wo sie zu den engen Finanzberatern des späteren Premierministers Gordon Brown gehörte; sie war dort seit 1999 Mitglied von Browns Beraterstab.

### Politische Karriere
Nach seiner Wahl zum Premierminister im Juni 2007 ernannte Gordon Brown Vadera zur Parlamentarischen Unterstaatssekretärin (Parliamentary Under-Secretary of State) im Ministerium für Internationale Entwicklung (Department for International Development). Von 2007 bis 2008 war sie in dieser Funktion Ministerin für Internationale Entwicklung (Junior Minister for International Development). Nach sechs Monaten als Ministerin für Internationale Entwicklung wurde sie, auch nach interner Kritik, als Parlamentarische Unterstaatssekretärin in das Department for Business, Enterprise and Regulatory Reform (heute Department for Business, Innovation and Skills) versetzt. Von 2008 bis 2009 war sie in dieser Funktion Wirtschaftsministerin (Business Minister) unter Gordon Brown. Im Oktober 2008 wurde sie auch Parlamentarische Staatssekretärin (Parliamentary Secretary) im Cabinet Office. 2009 wurde sie auch Mitglied des Privy Council.
Vaderas Zusammenarbeit mit den Ministerien gestaltete sich allgemein als schwierig; Zeitungen berichteten von einer „frostigen Beziehung“. Vadera selbst bezeichnete ihre Zusammenarbeit mit der Ministerialverwaltung als „herausfordernd“. Sie galt als der „Drache von Westminster“. Ein Beamter, der mit ihr zusammenarbeitete, beschrieb Vadera als „tyrannisch, ungehobelt, unverschämt, besserwisserisch.“ Nach dem Ausscheiden mehrerer Ministerialbeamter nach Vaderas Wechsel in das Department for Business, Enterprise and Regulatory Reform stellte Alan Duncan, der konservative Schattenminister für Wirtschaft, die Amtsführung Vaderas öffentlich in Frage. Vadera erhielt jedoch auch Unterstützung, beispielsweise durch Stephen Alambritis von der Federation of Small Businesses; dieser äußerte sich wie folgt: „Wenn sich die Verwaltung über sie [d. i. Vadera] beschwert, dann sollten möglicherweise mehr Minister so sein wie sie; sie macht ihren Job und erledigt ihre Aufgaben.“
Auf dem Höhepunkt der Bankenkrise 2008 entwarf Vadera, gemeinsam mit dem damaligen Finanzstaatssekretär Lord Paul Myners im Oktober 2008 einen Rettungsplan für die britischen Banken. Vorbild hierfür war das Modell einer Rekapitalisierung der Banken, das Anfang der neunziger Jahre in Schweden erfolgreich angewandt worden war. In einem Interview mit der Londoner Zeitung Evening Standard im September 2009 erläuterte Vadera später nochmals ihren Beitrag bei dem bis dato einmaligen Bankenrettungspakt.
Am 24. September 2009 wurde bekannt gegeben, dass sie als Ministerin zurücktreten wird, um eine Beratungsfunktion für die G20 anzunehmen, welche sie bis 2010 innehatte.
Am 14. Oktober 2009 gab sie dem britischen Fernsehjournalisten Alastair Stewart ein Interview bei ITV Lunchtime News, welches folgendermaßen endete:
- Alastair Stewart: „[...] Sie sind eine ehemalige Bankerin und Geschäftsfrau und jetzt Ministerin – wann werden wir die ersten Anzeichen einer wirtschaftlichen Erholung [im Original: green shoots of recovery] sehen?“
- Baroness Vadera: „Nun, es ist eine unsichere Welt zurzeit global, aber ich möchte nicht diejenige sein, die das vorhersagt. Ich sehe einige wenige (grüne) Zeichen, aber es ist etwas zu früh, um sagen zu können, wie sich diese entwickeln.“[8]

Ihre Antwort löste mehrere Kommentare hierzu aus, unter anderem von Schattenkanzler George Osborne und dem früheren Schatzkanzler Norman Lamont, der zuerst den Begriff Green shoots im Jahre 1991 verwendete. Lamont sagte, dass es viel zu früh sei, einen Ausdruck wie diesen zu verwenden.

## Mitgliedschaft im House of Lords
Vadera wurde am 11. Juli 2007 zum Life Peer als Baroness Vadera, of Holland Park in the London Borough of Kensington and Chelsea ernannt. Die Ernennung zum Life Peer erfolgte, da Vadera zum Zeitpunkt der Aufnahme ihrer Tätigkeit für die Regierung Brown kein Mitglied einer der Parlamentskammern des Britischen Parlaments war.
Ihre Anwesenheit bei Sitzungstagen war von Beginn an unregelmäßig. Nach dem Ende ihrer Amtszeit ließ diese weiter nach und ab Januar 2011 war sie komplett abwesend. In der Presse wird sie daher zur Gruppe der sog. „Silent Peers“ gezählt. Seit dem 8. Dezember 2011 ist sie aufgrund eines durch das House of Lords gewährten Leave of Absence dauerhaft beurlaubt.

## Spätere Karriere
Im März 2010 berichtete die Zeitung The Independent, dass Vadera eine Tätigkeit als „Strategische Beraterin“ bei Dubai World zur Restrukturierung des Schuldenwertes von 26 Milliarden US-Dollar angenommen habe. Im Juli 2010 berichtete die Zeitung The Daily Telegraph, dass sie Beraterin (Consultant) des singapurischen Investmentunternehmens Temasek geworden ist. „Der Grund dafür, dass Leute wie Shriti diese Offerten bekommen liegt daran, dass sehr wenige Menschen die internationale Finanzwelt und die geopolitische Welt zu einer Zeit verstehen, wo die Finanzwelt eindeutig einige Probleme mit der politischen Welt hat“, sagte Martin Armstong von den Personalberatungsgesellschaft Somerton Partners. Im Dezember 2010 wurde sie Non-Executive Director der Aufsichtsräte von BHP Billiton und AstraZeneca.
Vadera ist Executive Director der Shriti Vadera Ltd.